# Carl Juhlin-Dannfelt (läkare)
Carl Juhlin-Dannfelt, född 17 maj 1904 i Danderyds församling, död där 4 september 1951, var en svensk läkare.
Carl Juhlin-Dannfelt var son till Herman Juhlin-Dannfelt. Han blev medicine licentiat 1930, tillförordnad överläkare vid medicinska kliniken vid Sankt Görans sjukhus 1948 och 1949 chef för sjukhusets allergiavdelning och allergiska poliklinik. Juhlin-Dannfelt ägnade sig under 1940-talet särskilt åt allergiforskningen, utgav ett flertal arbeten inom området och tjänstgjorde vid allergipoliklinikerna vid Sabbatsbergs sjukhus och Södersjukhuset. Han var från 1945 sekreterare i Svenska läkaresällskapets sektion för invärtes medicin, från 1946 även i dess sektion för allergiforskning.